# Hexafluorofosfato de ferrocênio
Hexafluorofosfato de ferrocênio é um composto derivado do ferrocênio, utilizado somente em pesquisas.